# Egressy István
Egressy István (névvariáns: Egresi) (Rákoshegy, 1935. július 21. – Budapest, 2000. január 16.) a Magyar Rádió főmunkatársa, bemondója, Kazinczy-díjas előadóművész.

## Életpálya
Rákoshegyen született, 1935-ben. Saját magáról így nyilatkozott:

„1955-ben a "közkedvelt Universitas együttes elődjének tagjaként vettem részt a Kilián György kulturális seregszemlén a versmondó kategóriában. Első díjat nyertem, s vele a hivatásos előadóművészi oklevelet."..."Az Eötvös Loránd Tudományegyetemen 1956-ban szereztem magyar-történelem szakos tanári diplomát. Azon a nyáron indultam a szép magyar kiejtés versenyén. Sportnyelven szólva az élbolyban végeztem, így részt vehettem a rádió meghallgatásán.  Előbb  a  „Szülőföldünk” adásában  jutottam  szóhoz, 1958-ban pedig  munkatárs lettem."”

A Magyar Rádió bemondójaként dolgozott. 1980-tól 1994-ig a rádió főmunkatársa, főbemondója, irodalmi műsorok rendezője. A Magyar Televízióban 1961-től 1983-ig a TV Híradó hírolvasó bemondója volt. 1956-tól előadóművész. 1958 és 1969 között az Irodalmi Színpad művészeként kisebb szerepeket játszott és versmondóként állandó közreműködője volt a színház irodalmi összeállításainak. A rádióban irodalmi műsorokat szerkesztett és rendezett. Önálló estjein kortárs magyar költők: Simon István, Váci Mihály, Baranyi Ferenc, Benjámin László, Garai Gábor verseivel, és XX. századi magyar irodalmi művekből összeállított műsorokkal lépett fel. Részt vett az Előadóművész Fesztiválon. 1980 és 1990 között a Művészeti Szakszervezetek Szövetségének alelnöke volt.

## Díjai, elismerései
- Magyar Rádió nívódíj (1970) (1975) (1979)
- Kazinczy-díj (1978)

## Szerepeiből (Irodalmi Színpad)

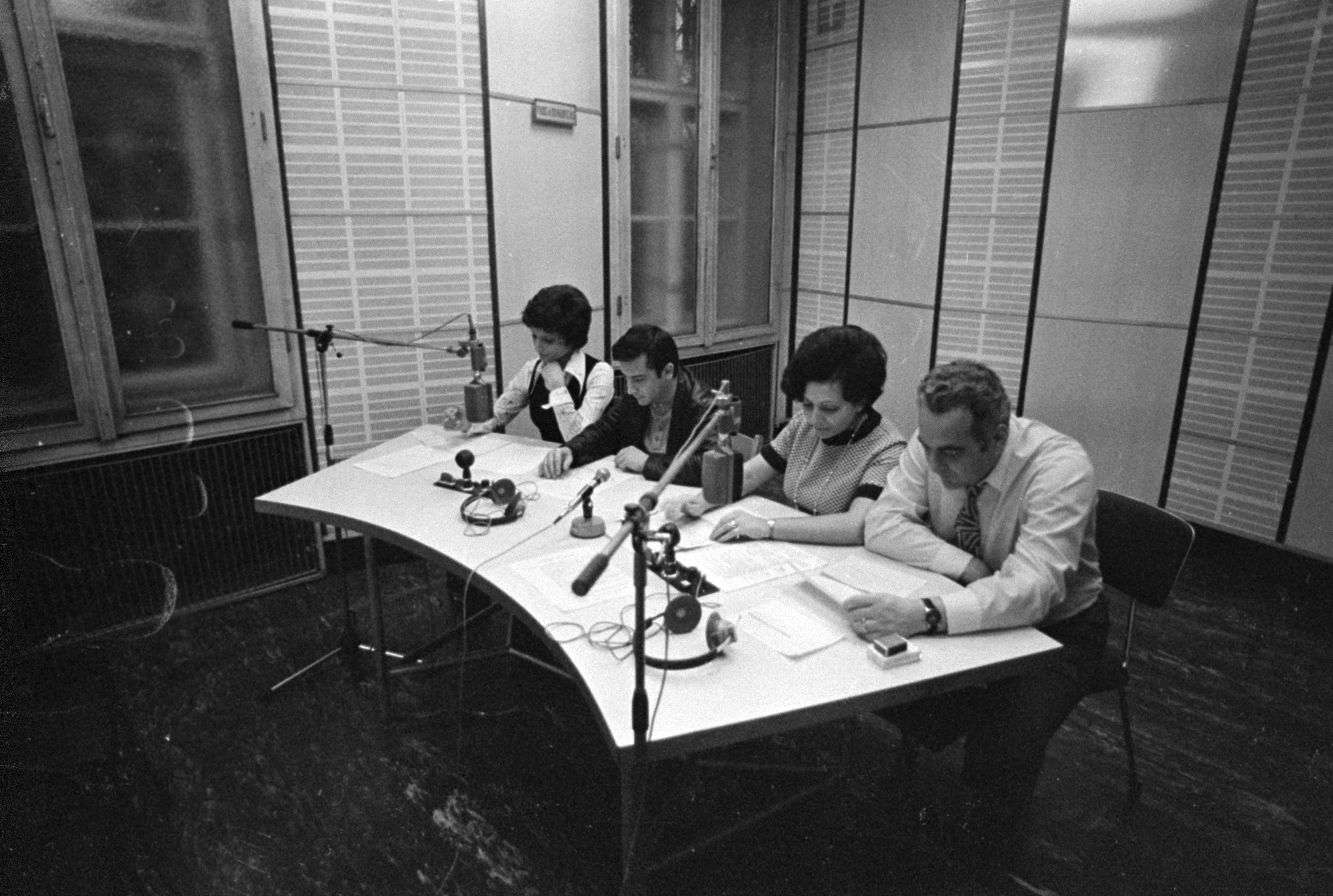
a Magyar Rádió Esti Krónika című műsorának stúdiója, Király Edit műsorvezető-riporter és Kerekes András hírszerkesztő, Dénes Mariann és Egressy István bemondók. A felvétel az MTV Belépés csak tévénézőknek! című adásán készült 1973-ban

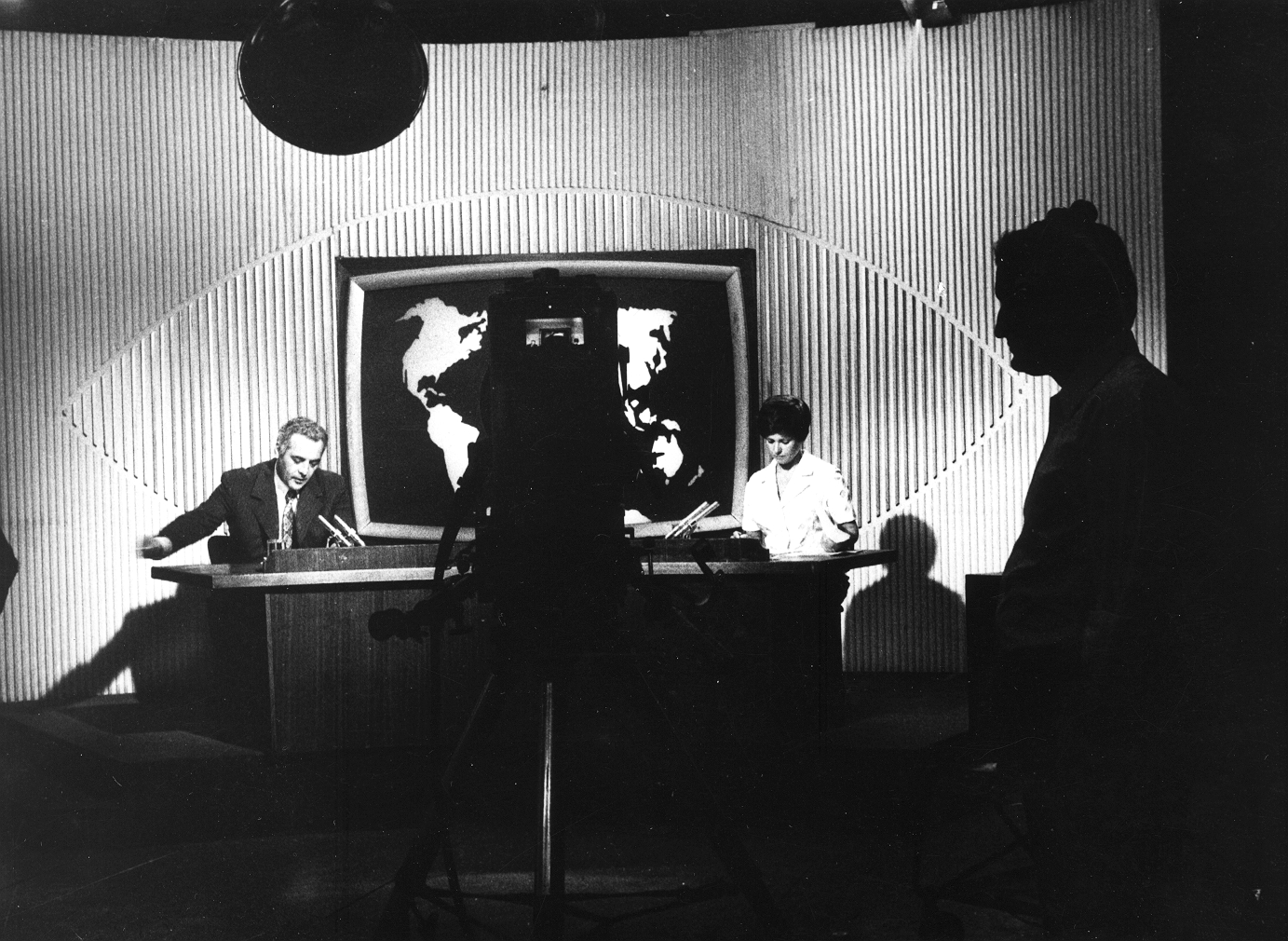
Egressy István és Hódosi Judit bemondók a Magyar Televízió Híradó című műsorában 1972-ben

- Devecseri Gábor: Odüsszeusz szerelmei... Alkinoosz
- Mezei András: Messziről érkezett virág... Fogoly
- Györe Imre: Mese a vándorlegényről... Második legény
- Szécsi Lajos – François Villon: Én, François Villon....!... Árnyalak
- Szinetár György: Utazás a Holdba... Szavaló
- Árad tiszta fényed (Ünnepi műsor Lenin születésének évfordulóján)
- Az életért (Szovjet költők estje)
- Babits-est (Dalok tüzes szekerén sorozat)
- Emberül felelj!
- Európa vigyázz!
- Ez a harc (A KPM megalakulásának 40. évfordulójára)
- Füst Milán-est
- Komját Aladár-emlékest
- Mai német költők estje (Égtájak üzenete sorozat)
- Majakovszkij elmondja életét (szovjet-orosz irodalmi estek)
- Michelangelo-emlékest
- Móra Ferenc-emlékest
- Móricz Zsigmond-emlékműsor
- Párbeszéd József Attilával
- Petőfi-est
- Puskin (Örök barátaink sorozat)
- Radnóti emlékest
- Schiller – Goethe – Heine est (Örök barátaink sorozat)
- Szabadság szerelem (orosz költők estje Puskintól Majakovszkijig)
- Tiszta szóval
- Várnai Zseni-est

## Filmográfia
- Égi madár (1958)...szereplő
- A harangok Rómába mentek (1959)...szereplő
- A Mézga család különös kalandjai (rajzfilm sorozat) (1970)...szinkronhang
  - Távszervíz című rész
  - A csodabogyó című rész
- Hahó, Öcsi! (1971)...TV bemondó